# Pauline Moran
Pour les articles homonymes, voir Moran.
Pauline Moran est une actrice anglaise, née le 26 août 1947 à Blackpool en Angleterre.
Elle est connue pour avoir joué, dans la série télévisée Hercule Poirot, le rôle de la secrétaire du détective, Miss Lemon, aux côtés de David Suchet et de Hugh Fraser.

## Biographie
Elle a étudié au National Youth Theatre et à la Royal Academy of Dramatic Art.
De 1989 à 2002, elle joue dans la série britannique Hercule Poirot, le rôle de Miss Lemon, la secrétaire du détective. Son rôle est bien plus important que dans les romans, participant parfois aux enquêtes, et apparaissant également dans des affaires où elle n'était pas présente à l'origine. En 2013, elle retourne dans un épisode de la dernière saison de la série, avec les autres anciens acteurs principaux. Elle est doublée en français par l'actrice Laure Santana.

## Filmographie

### Cinéma
- 2014 : A Little Chaos d'Alan Rickman

### Télévision

#### Téléfilms
- 1981 : The Good Soldier de Kevin Billington : Maisie Maidan
- 1981 : The Trespasser de Colin Gregg : Helena
- 1989 : La Dame en Noir de Herbert Wise : la Dame en noir
- 2003 : Byron de Julian Farino : Mrs Curtain

#### Séries télévisées
- 1976 : ITV Play (en) : Helen (1 épisode)
- 1977 : Romance : Femme Gypsy (1 épisode)
- 1977 : Nicholas Nickleby (mini-série) : Miss Petowker (2 épisodes)
- 1977 : Supernatural (en) (mini-série) : Mary (1 épisode)
- 1979 : Crown Court (en) : Carole Gibbs (1 épisode)
- 1981 : ITV Playhouse (en) : Lesley Hutchison (1 épisode)
- 1982 : Five-Minute Films : La professeur (1 épisode)
- 1983 : The Cleopatras (en) (mini-série) : "Cléopâtre" Bérénice III (2 épisodes)
- 1984 : Le Prisonnier de Zenda (The Prisoner of Zenda) (mini-série) : Antoinette de Mauban
- 1988 : Monstres et Merveilles (mini-série) : La reine (1 épisode)
- 1989 : Shadow of the Noose (mini-série) : Ruby Ray (1 épisode)
- 1989-2002 et 2013 : Hercule Poirot : Miss Felicity Lemon (32 épisodes)
- 1995 : Bugs : Juliet Brody (1 épisode)